# 몽골어
몽골어(Монгол хэл, [ˈmɔɴ.ɢəɮ xiɮ])는 몽골의 공용어이다. 사용 지역은 중화인민공화국의 내몽골 자치구(內蒙古自治區)와 몽골을 중심으로 중화인민공화국 변경지구·아프가니스탄·볼가강 유역 등 광대한 지역에 미친다. 몽골 문자(내몽골에서 사용)와 키릴 문자(외몽골에서 사용) 두 가지로 표기한다.

## 문자
중세 몽골어는 몽골 문자 또는 한자로 표기되었었으며, 몽골문자는 왼쪽에서 오른쪽으로 세로쓰기로 쓰였고, 한자는 오른쪽에서 왼쪽으로 세로쓰기로 쓰였으며 표의보다는 몽골어에 대한 표음에 맞추어져 있었다. 현대에는 키릴 문자(몽골에서 사용)와 몽골 문자(내몽골 자치구에서 사용)의 두 가지 문자로 표기된다.

## 방언
다우르어 등 유독 이질적인 언어를 제외한 몽골계 언어의 통칭인 "공통 몽골어"는 방언 연속체로서, 방언끼리 차이점은 매우 적으나 서로 먼 2개의 방언 간에는 형태의 차이가 커서 의사소통이 불가할 수 있다. 공통 몽골어에는 다음과 같은 방언 구분이 있다.
- 할하어: 몽골국의 많은 지역에서 사용되며 표준 몽골어의 기반. 특히 차하르 방언은 내몽골 자치구에서 사용
- 코르친어: 내몽골 동부와 만주 지역에서 사용
- 오르도스어: 내몽골 오르도스시 지역에서 사용
- 오이라트어: 중가리아에서 사용. 칼미크어도 포함됨
- 함니간어: 몽골 북동부와 만주 북서부에서 사용
- 부랴트어: 러시아 부랴티야와 내몽골 훌룬부이르에서 사용

## 음운

### 홀소리

#### 홑홀소리(단모음)
|          | 전설 모음 | 전설 모음 | 중설 모음 | 중설 모음 | 후설 모음 | 후설 모음 |
|          | 짧은소리  | 긴소리    | 짧은소리  | 긴소리    | 짧은 소리 | 긴소리    |
| -------- | --------- | --------- | --------- | --------- | --------- | --------- |
| 고모음   | i         | iː        |           |           | u         | uː        |
| 근고모음 |           |           |           |           | ʊ         | ʊː        |
| 중고모음 | e         | eː        | ɵ         |           |           | oː        |
| 중저모음 |           |           |           |           | ɔ         | ɔː        |
| 저모음   |           |           | a         | aː        |           |           |

#### 겹홀소리(이중모음)
/ui, ʊi, ɔi, ai/가 있다.

### 닿소리
|        |                       | 양순음 | 양순음   | 치음 | 치음     | 연구개음 | 연구개음 | 구개수음 |
| 평음   | 구개음화              | 평음   | 구개음화 | 평음 | 구개음화 |          |          | 구개수음 |
| ------ | --------------------- | ------ | -------- | ---- | -------- | -------- | -------- | -------- |
| 비음   | 비음                  | m      | mʲ       | n    | nʲ       | ŋ        |          |          |
| 파열음 | 안울림소리와 울림소리 | p      | pʲ       | t    | tʲ       | ɡ        | ɡʲ       | ɢ        |
| 파열음 | 무성 유기음           |        |          | tʰ   | tʲʰ      |          |          |          |
| 파찰음 | 안울림소리            |        |          | ts   | tʃ       |          |          |          |
| 파찰음 | 무성 유기음           |        |          | tsʰ  | tʃʰ      |          |          |          |
| 마찰음 | 중설음                |        |          | s    | ʃ        | x        | xʲ       |          |
| 마찰음 | 설측음                |        |          | ɮ    | ɮʲ       |          |          |          |
| 전동음 | 전동음                |        |          | r    | rʲ       |          |          |          |
| 반모음 | 반모음                | w̜      | w̜ʲ       |      | j        |          |          |          |

## 문법
몽골어는 유형론(類型論)상 교착어에 속한다. 비인칭 재귀 소유격, 인칭 소유격이 있다.(명사가 형용사, 부사와 연관이 있다.)
어순은 '주어-목적어(보어)-서술어'(SOV) 형태이다. 수식어는 피수식어의 앞에 놓인다.
|  | Би   |  | Монгол хэлийг                 |  | сурна. |  | (나는 몽골어를 배울거야) |
|  | 주어 |  | 수식어 피수식어 목적어(보 어) |  | 서술어 |  |                          |

한국어에서처럼 관계대명사 용법은 연체형을 통한 수식어로 쓰인다.
|  | Миний |  | сурдаг |  | хэл  |  | （내가 배우는 언어） |
|  | 주어  |  | 연체형 |  | 명사 |  |                      |

체언의 격변화는 어간의 뒤에 교착적인 격어미(조사)를 통해 표현한다. 체언의 격은 주격・속격(屬格)（-ын/-ы/-ийн/-ий）・대격(對格)（-ыг/-ийг/-г）・여위격(與位格)（-т/-д）・구격(具格)（-аар4）・탈격(奪格)（-аас4）・공동격(共同格)（-тай3）・방향격(方向格)（-руу2）의 8개가 있다. 격어미는 모음조화를 따른다.
- Хаанас ирсэн бэ?　（어디에서 왔습니까?）
- Улаангом оос ирсэн.　（올란곰에서 왔습니다.）

특수한 격으로, 비인칭 재귀 소유격과 인칭 소유격이 있다.
인칭대명사에는 1인칭 단수 би, 1인칭 복수 бид, 2인칭 단수 чи/та, 2인칭 복수 та нар, 3인칭 단수 тэр, 3인칭 복수 тэд가 있다. 2인칭 단수 чи는 친칭(親稱), та는 경칭(敬稱)이다.
- Чи солонгос  хүн үү?　（너는 한국인인가?）
- Та солонгос  хүн үү?　（당신은 한국인입니까?）

지시사는 근칭(近稱)과 원칭(遠稱)의 두 종류가 있다. энэ（이것）- тэр（저것）, энд（여기）- тэнд（저기）.
의문사에는 хэн(누구), юу(무엇), хаана(어디), аль(어느, 어느것), ямар(어떤), хэд(몇), хэзээ(언제), яах(어찌하다), яагаад(왜), яаж(어떻게) 따위가 있다. хэн, юу, хаана는 명사에 있는 격변화를 따른다. 현대 몽골어에서는 хаана는 Хаашаа변화한다.
- Хаанаас ирсэн вэ?　（어디에서 왔습니까?）
- Хаашаа явах уу?　（어디에 갑니까?）

동사는 어간에 동사 어미를 수반하여 종지형・연체형（형용동사형）・연용형（부동사형）. 명령형은 문법형식상 종지형. 동사의 사전형은 어간에 연체형어미 -х가 붙는다.
- Би уншсан ом.　（내가 읽는 책.）
- Би ном уншсан.　（내가 책을 읽는다.）

동사 어간과 동사 어미의 사이에 삽입하는 접사는, 태(態)의 문법 범주를 나타낸다.
- Удаан хүлээ-лгэ-чих-лээ.　(오래 기다리셨습니다.)
- хлээ-：동사「기다리다」, -лгэ-：접사＜사역＞, -чих-：접사＜완료＞, -лээ：어미＜과거＞

형용사는 어형 불변화사이다.
- Миний ээж хөөрхөн. (나의 어머니는 아름답다.)
- Миний ээж хөөрхөн байсан. (나의 어머니는 아름다웠다.)

후치사는 명사의 뒤에 와서 격을 표시하거나 형용사나 부사 역할을 한다.
- ширээн дээр (책상 위：격표시)
- дээр тэнгэр (위 하늘：형용사)
- дээр гарах (위로 오르다：부사)

조사(助詞)는 문장 끝에서 뉘앙스를 나타낸다.
- Энд бич дээ. (여기에 쓰세요.)

## 어휘
현대 몽골어의 어휘에는 몽골어족의 독자적인 어휘를 비롯하여 외국어로부터 들어온 차용어들이 있는데, 많은 차용어들은 러시아어에서 왔거나 러시아어를 통해서 들어온 것들이다. 예시로는 'компьютер(컴퓨터)', 'принтер(프린터)', 'кофе(커피)' 등이 있다.

## 같이 보기
- 몽골어의 문자 체계
- 몽골 문자
- 몽골식 키릴 문자